# Ката Діас
Даніель Альберто Діас (ісп. Daniel Alberto Díaz), відомий як Ката Діас (ісп. Cata Díaz, нар. 13 липня 1979, Сан-Фернандо-дель-Вайє-де-Катамарка) — аргентинський футболіст, захисник клубу «Нуева Чикаго».
Виступав, зокрема, за клуби «Росаріо Сентраль», «Хетафе» та «Бока Хуніорс», а також національну збірну Аргентини.

## Клубна кар'єра
Народився 13 липня 1979 року в місті Сан-Фернандо-дель-Вайє-де-Катамарка. Вихованець футбольної школи клубу «Росаріо Сентраль». Дорослу футбольну кар'єру розпочав 1999 року в основній команді того ж клубу, в якій провів чотири сезони, взявши участь у 97 матчах чемпіонату.  Більшість часу, проведеного у складі «Росаріо Сентраль», був основним гравцем захисту команди.
Згодом з 2003 по 2004 рік грав у Мексиці за «Крус Асуль», після чого повернувся на батьківщину, де протягом сезону грав за «Колон» і два сезони за «Бока Хуніорс». У складі останнього вигравав Апертуру 2005 і Клаусуру 2006, а також ставав переможцем Рекопи Південної Америки і володарем Кубка Лібертадорес.
2007 року перебрався до Європи, ставши гравцем іспанського «Хетафе», де протягом п'яти сезонів був одним з основних захисників команди.
2012 року досвідчений 33-річний захисник був запрошений аргентинським тренером Дієго Сімеоне приєднатися до очолюваної ним команди мадридського «Атлетіко». Попри укладений дворічний контракт з «Атлетіко» провів у команді лише один сезон, протягом якого виходив на поле лише епізодично.
Тож 2013 року повернувся на батьківщину, де знову виступав за «Бока Хуніорс», де попри поважний вік протягом трьох сезонів був гравцем «основи».
У 37 років знову поїхав грати до Іспанії, куди його запросило керівництво «Хетафе», де він свого часу провів один з найкращих періодів ігрової кар'єри. Протягом 2017–2019 років також грав за місцевий третьоліговий «Фуенлабрада».
2019 року вже 40-річний захичник вирішив проодовжити виступи на полі, уклавши контракт з клубом «Нуева Чикаго».

## Виступи за збірну
2003 року дебютував в офіційних матчах у складі національної збірної Аргентини. Протягом кар'єри у національній команді, яка тривала 7 років, провів у її формі 12 матчів, забивши 1 гол.
У складі збірної був учасником розіграшу Кубка Америки 2007 року у Венесуелі, де разом з командою здобув «срібло».

## Титули і досягнення
- Чемпіон Аргентини (3):

«Бока Хуніорс»: Апертура 2005, Клаусура 2006, 2015
- Володар Кубка Аргентини (1):

«Бока Хуніорс»:  2014-2015
- Переможець Рекопи Південної Америки (2):

«Бока Хуніорс»: 2005, 2006
- Володар Кубка Лібертадорес (1):

«Бока Хуніорс»: 2007
- Володар Кубка Іспанії (1):

«Атлетіко»: 2012-2013
- Володар Суперкубка УЄФА (1):

«Атлетіко»: 2012
Збірні
- Срібний призер Кубка Америки: 2007